# Kingston Railway Bridge
Die Kingston Railway Bridge ist eine Eisenbahnbrücke über den Fluss Themse in London. Sie liegt an der Kingston Loop Line, einer  Vorortslinie vom Waterloo über Wimbledon nach Shepperton. Östlich der Brücke liegt der Bahnhof  Kingston im Stadtbezirk Royal Borough of Kingston upon Thames, westlich der Brücke der Bahnhof Hampton Wick im Stadtbezirk London Borough of Richmond upon Thames. Die Brücke wurde am 1. Juli 1863 durch die London and South Western Railway eröffnet. Heute verkehren hier Züge der Bahngesellschaft South West Trains.